# Hans Hartelius
Hans Hartelius, född 1 april 1921 i Kvillinge församling, Östergötlands län, död 20 november 2002, var en svensk psykiater. 
Efter studentexamen i Norrköping 1940 blev Hartelius medicine kandidat 1943, medicine licentiat 1948 och medicine doktor vid Karolinska institutet i Stockholm 1952. Han var underläkare vid Karolinska sjukhuset 1948–54, chef och läkare vid Lövsta skolhem och yrkesskola 1954–57, konsulterande psykiater vid Socialstyrelsen 1954–57, psykiater vid Kristianstads läns landsting 1957–58, överläkare vid psykiatriska kliniken på Kristianstads lasarett från 1958, docent i psykiatri vid Lunds universitet från 1968 samt psykiatrisk konsult vid Stockholms Stadsmission. Han var ledamot av Kristianstads läns landsting för moderaterna 1966–90. 
Hartelius och Nils Bejerot var de skarpaste kritikerna av lagförslaget 1979 om psykiatrisk tvångsvård av missbrukare. Hartelius författade skrifter i psykiatri och neuropatologi.